# 江廷燕
江廷燕（約1994年—），同時亦使用藝名方天雅（英語：Tanya），祖籍貴州鎮遠縣，香港粵劇女演員（旦角）。

## 演藝經歷
江廷燕成長於香港，7歲時便在查篤撐兒童粵劇團學習粵劇，童年時已有隨團到外國演出的經驗，亦曾學習京劇身段與基本功。2009年曾獲校際粵曲比賽的子喉獨唱冠軍。
15歲赴加拿大留學，大學時曾入讀約克大學戲劇系，但暑假回港後因簽證問題無法返回加拿大，改為往廣東粵劇學校進修。回到香港後，於2015年入讀香港演藝學院戲曲學院的戲曲（粵劇表演）榮譽藝術學士課程；由該院動員轄下六個學院的在讀、畢業生聯合製作的多媒體音樂會《我城》、《我城II》中，江廷燕均代表戲曲學院作花旦演出；2018年作為交換生，赴中国戏曲学院修讀戲曲導演課程，在香港演藝學院畢業後，在中国戏曲学院修讀碩士。
2017年於第二屆「深珠港澳粵曲交流展演比賽」香港賽區及總決賽中勝出。2019年獲「全港青年粵曲比賽」彩唱組冠軍。
現為碧海粵劇團旗下演員。
她亦參加了一些漢服比賽，2022年於第四屆「全球漢服模特大賽」香港賽區中獲得冠軍，2023年嗇色園黃大仙祠在元宵節舉辦的「華夏淑女漢服展示比賽」中獲得風雅組（即26至50歲）冠軍及原創設計獎項。

## 參與作品

### 粵劇
- 2016年：演藝青年粵劇團《帝女花．上表、香夭》[8]
- 2016年：千珊粵劇工作坊《別洞觀景》（折子戲）[9]
- 2017年：第四屆「西九戲曲中心粵劇新星展」《穆桂英大破洪州》[10]
- 2019年：香港演藝學院畢業劇目《扈家莊》[11]

### 其他舞台演出
- 2017年：香港演藝學院《我城》
- 2018年：香港演藝學院《我城II》

### 流行歌曲
- 2019年：《社會有病》[12]
- 2023年：《兩個人的主題公園》（與陳緯和合唱）[13]

## 家庭與個人生活
江廷燕的妹妹江廷慧為2022年無綫電視歌唱選秀節目《聲夢傳奇2》的參賽者，亦自幼學習粵劇，曾於比賽歌曲中加入粵曲元素。

## 外部連結
- 碧海粵劇團官方網頁之江廷燕介紹